# Osvaldo Mariño
Osvaldo Mariño Fernández, född 19 juli 1923 i Montevideo, död 20 september 2007, var en uruguayansk vattenpolospelare. Han ingick i Uruguays landslag vid olympiska sommarspelen 1948.
Mariño spelade två matcher i det första gruppspelsskedet i den olympiska vattenpoloturneringen i London där laget blev utslaget efter de två förlustmatcherna och slutade på en delad trettondeplats. Uruguays placering var sextonde om man jämför målskillnader.
Mariño avled 2007 och gravsattes på Cementerio La Buceo.